# Marcus Valerius Laevinus
Pour les articles homonymes, voir Valerius Laevinus.
Marcus Valerius Laevinus était un homme politique et général romain du IIIe siècle av. J.-C.

## SaprétureenSicile(227)
En 227 av. J.-C., il commença sa carrière politique en tant que préteur de la Sicile[réf. souhaitée]

## Son premierconsulat(220)
En 220 av. J.-C., il fut élu consul. Selon les fastes consulaires, il y a quatre consuls cette année-là, et il aurait été élu avec Quintus Mucius Scævola (ru). Ils auraient ensuite abdiqué pour laisser place à Lucius Veturius Philo et Caius Lutatius Catulus. Mais il est possible qu'il s'agisse du contraire, et qu'il ait été élu consul suffect en lieu et place de Veturius.

## Sapréture pérégrineenApulie(215)
En 215 av. J.-C., il fut préteur pérégrin : il était ainsi compétent pour régler tout litige entre Rome et ses adversaires. Il était chargé du commandement des légions qui revinrent de Sicile. Il envoya ses troupes en Apulie pour défendre le pays, reçut 25 vaisseaux, et devint commandant d'une flotte en Adriatique pour protéger la côte de Tarente et Brindes.
Philippe V, roi de Macédoine, se réjouissait de l'avancée d'Hannibal en Italie et choisit d'embrasser son parti. Il envoya des ambassadeurs qui allèrent trouver Marcus Valerius Laevinus, préteur de Rome. Ils lui déclarèrent, sans ciller, que la Macédoine était prête à s'allier avec Rome, et ce dernier, joyeux de trouver des alliés après tant de défections en Italie sur le passage d'Hannibal, leur montra la situation, et les positions romaines et ennemis. L'ambassade, menée par Xénophane, rejoignit ensuite les Carthaginois et conclut avec eux un traité d'alliance et d'amitié, selon les termes suivants, selon Tite-Live :
« Le roi Philippe, avec le plus de vaisseaux qu'il pourra (on pensait qu'il pouvait en mettre en mer deux cents), devait passer en Italie, ravager les côtes et faire la guerre avec ses propres forces sur terre et sur mer. La guerre terminée, l'Italie tout entière, avec la ville de Rome, devait appartenir aux Carthaginois et à Hannibal. À Hannibal seul était réservé tout le butin. Après la soumission complète de l'Italie, les Carthaginois devaient passer en Grèce et faire la guerre à tous les rois que désignerait Philippe ; tous les états du continent et toutes les îles qui entourent la Macédoine appartiendraient à Philippe, et feraient partie de son royaume. »
Les ambassadeurs, avec des députés d'Hannibal reprirent la mer mais furent capturés par les flottes romaines de la côte Adriatique, le subterfuge de Xénophane découvert, l'alliance entre la Macédoine et Carthage était maintenant connue de Rome,.
En Italie, les défections continuèrent. Trois villes des Hirpins, Vercellium, Vescellium et Sicilinum, furent reprises d'assaut par Valerius, les révoltés mis à mort.
Marcus Valerius fut chargé de confirmer ou non que les Macédoniens entraient en guerre contre Rome. Si cela était confirmé, il devait rejoindre la flotte à Tarente et, de là, passer en Macédoine pour contenir Philippe dans son royaume,. Il fut d'abord envoyé à Brindes depuis Lucera avec son armée pour protéger la côte des Sallentins d'une éventuelle attaque des Macédoniens.

## Sa premièreproprétureenMacédoine(214à210)
En 214 av. J.-C., son mandat fut prorogé en propréture et il reçut le commandement des côtes près de Brundisium, pour surveiller tous les mouvements de Philippe, roi de Macédoine. Pour cela, après la réaffection des armées, une des dix-huit légions lui fut attribuée pour le service de la flotte d'Adriatique dont il avait le commandement.
À l'automne, Hannibal marcha sur Tarente et tenta de concilier ces derniers en évitant le pillage dans cette région, mais le propréteur fit en sorte qu'il ne trouva aucun allié dans cette région.
Une députation venue d'Oricum lui annonça que Philippe avait tenté de s'emparer d'Appolonie, l'alliée de Rome, puis s'en prit à Oricum, petite ville sans défense. Cette délégation lui signala aussi que le roi de Macédoine possédait près de 120 galères, et appela à l'aide Rome, car Philippe n'attaquait ces villes que pour préparer la guerre en Italie.
Marcus Valerius Laevinus était prêt à agir depuis un an, il embarqua ces hommes et arriva le lendemain à Oricum, qu'il reprit sans difficulté, la faible garnison laissée par Philippe ne pouvant lutter. De là, il apprit qu'Apollonie était assiégée. Il y envoya une garnison de 2000 soldats d'élite, commandée par Quintus Naevius Crista, chef des alliés, qui réussit à entrer dans la ville. La nuit suivante, il s'empara du camp de Philippe par surprise, ce dernier réussissant à fuir, 3000 de ses hommes furent tués et il y eut encore plus de prisonniers, Apollonie s'empara des machines de guerre, et les Romains du reste du butin. Marcus Valerius Laevinus, apprenant la nouvelle, bloqua et empêcha les Macédoniens de fuir par mer, et ces derniers durent fuir par terre jusqu'à leur pays, vaincu par les Romains. Le propréteur passa quant à lui l'hiver à Oricum.
En 213 av. J.-C., sa propréture fut prorogée une année de plus, gardant la légion et la flotte qu'il possédait déjà, ayant le commandement de la guerre en Grèce et en Macédoine. Il fit de la ville d'Apollonie la base romaine la plus importante de la région, qui devint une grande menace pour les Macédoniens.
L'année suivante, en 212 av. J.-C., son commandement fut de nouveau prorogé, ainsi qu'en 211 av. J.-C., alors que la guerre faisait rage en Italie.
Un des deux consuls de l'année 211 av. J.-C., Publius Sulpicius Galba Maximus, prit le commandement de la guerre contre Philippe au début de l'année 210 av. J.-C. À Rome, à l'automne, les élections consulaires eurent lieu. En premier lieu, Titus Manlius Torquatus et Titus Otacilius Crassus furent choisis par la première centurie à voter, mais le consulaire Titus Manlius Torquatus rappela à l'ordre les électeurs, les exhortant d'élire d'autres candidats, car il était âgé et presque aveugle, et ne pourrait combattre Hannibal. On fit appel aux vieillards de cette première centurie, qui indiquèrent trois candidats plausibles : Quintus Fabius Maximus Verrucosus (déjà quatre fois consul), Marcus Claudius Marcellus (déjà trois fois consul) et Marcus Valerius Laevinus (une fois consul, et les électeurs choisirent finalement les deux derniers : Marcus Claudius Marcellus fut élu pour la quatrième fois, et Marcus Valerius Laevinus pour la deuxième fois consul de la République romaine pour l'année suivante, tous deux absents de Rome.
De l'autre côté de l'Adriatique, Marcus Valerius Laevinus négociait avec le roi Attale Ier et la confédération étolienne, qui devinrent les amis de Rome contre le royaume de Macédoine. Il s'engageait à aider les Étoliens à repousser les Macédoniens. La guerre reprit, et il prit les villes de Zakynthos, Œniadæ et l'île de Naxos, tandis que les étoliens tentaient de reprendre des territoires perdus. Le propréteur se retira alors à Corcyre pour l'hiver jugeant que Philippe ne pouvait plus menacer Rome, et ne sachant toujours pas qu'il avait été élu consul pour l'année suivante.
Au début de l'année 210 av. J.-C., il mit le siège autour de Anticyre, et les Étoliens le rejoignirent. En très peu de temps, la ville tomba, la ville fut remise aux Étoliens, le butin aux Romains, selon les termes du traité. C'est seulement là qu'il apprit qu'il avait été élu consul, et que Publius Sulpicius Galba Maximus le remplaçait dans la guerre contre Philippe V de Macédoine. Marcus Valerius Laevinus fut malade, et ne rentra que tardivement à Rome.

## Son deuxièmeconsulat(210)
De retour en Italie, le consul Marcus Valerius Laevinus accéda aux demandes des Campaniens, et notamment de ceux de Capoue, de pouvoir demander leur pardon au Sénat, après leur trahison (voir délices de Capoue), contre l'avis de Quintus Fulvius Flaccus.
Il exposa la situation outre-Adriatique au Sénat, suggérant qu'on pouvait rappeler la légion restée sur place, Philippe n'étant plus une menace, et que la flotte suffirait à protéger l'Italie des Macédoniens.
Ensuite, le Sénat décida qu'un des consuls resterait en Italie pour continuer la guerre contre Hannibal, tandis que l'autre irait en Sicile. 21 légions furent levées ou maintenues pour l'année 210 av. J.-C. Au tirage au sort, Marcus Valerius Laevinus reçut le commandement de la guerre contre Hannibal et l'Italie Les Siciliens se plaignirent que Marcus Claudius Marcellus ait reçu la Sicile, étant prêt à abandonner leur île plutôt que d'être commandé par le consul. Il échangea son commandement contre celui de Marcus Valerius Laevinus.
Enfin, les Siciliens furent reçus au Sénat, où ils exposèrent leurs griefs, et leurs accusations contre Marcus Claudius Marcellus. On lui reprochait, notamment lors du siège de Syracuse, de l'avoir prise d'assaut et saccagée plutôt que de faire confiance à certains Syracusains qui proposaient de lui ouvrir les portes pacifiquement, mais la situation était confuse et les alliances peu claires, le nouveau tyran de Syracuse, Hiéronyme, décida de s'allier à Hannibal trahissant Rome, alors que la population ne suivait pas ce choix. Marcus Claudius Marcellus avait préféré prendre la ville par la force pour abattre ces ennemis.
Le Sénat prit le parti du consul, et demanda à son collègue, maintenant chargé de l'île, de ménager leurs intérêts. Les Syracusains se réconcilièrent avec Marcus Claudius Marcellus, devenant ses clients.
Ensuite, le Sénat reçut les Campaniens amenés par le consul, mais leur trahison justifiait le siège de la ville par les Romains jusqu'à reddition sans conditions, comme le voulait Quintus Fulvius Flaccus. Le Sénat les condamna en outre à diverses sanctions, confiscation des biens, esclavage, etc.
Enfin, les consuls durent imposer des mesures impopulaires. Rome manquait de rameurs, et n'avait plus d'argent, et on demandait au peuple, qui avait tout perdu dans cette longue guerre, de payer et nourrir de nouveaux rameurs. Le peuple gronda, le Sénat reconnut que les plaintes du peuple étaient fondées.
Devant cette situation, Marcus Valerius Laevinus proposa que les sénateurs devaient montrer l'exemple, et tous vinrent au trésor public donner tout ce qu'ils possédaient, bientôt imités par les chevaliers, puis par tout le peuple de Rome, sans qu'aucune loi, aucun édit, aucun senatus consulte ne fut prononcé,.

## Campagne deSicile(210)
Il se rendit ensuite en Sicile à l'automne 210 av. J.-C., après diverses expéditions. Il arrangea tout d'abord les affaires de Syracuse, comme le Sénat s'y était engagé. Il se dirigea ensuite contre Agrigente, dernière ville importante aux mains des Carthaginois, commandés par Hannon. Mais ces derniers louaient un certain Muttinès, qui commandait les Numides, et pillait toutes les villes alliées aux Romains sans que quiconque ne puisse l'empêcher d'entrer et de sortir d'Agrigente. Hannon en fut jaloux, et lui retira son commandement. Muttinès, indigné, s'en alla voir le consul pour négocier la reddition d'Agrigente. Les Numides ouvrirent les portes de la ville, et Hannon fut contraint à fuir, abandonnant Agrigente et l'île aux Romains, à cause de la trahison. Tous les ennemis furent massacrés, les citoyens exécutés et les habitants vendus en esclaves.
Le reste de la Sicile qui était encore allié des Carthaginois fut pris, soit par trahison, soit volontairement, soit par la force. Ensuite, le consul, après avoir récompensé ou sanctionné les principaux personnages des cités traîtres, obligea les Siciliens à se tourner vers l'agriculture, pour que l'île se suffît à elle-même et devint le grenier à blé de Rome.
Ensuite, il revint en Italie avec quatre mille bandits, pour que la paix put régner en Sicile, et pour qu'ils pussent être utiles au Sud de l'Italie pour piller les terres encore ennemies, et faire face aux Bruttiens. Ainsi, en cette année 210 av. J.-C., il mit fin à la guerre en Sicile.
Il fut rappelé à Rome pour organiser les élections, son collègue préférant ne pas lâcher d'une semelle Hannibal, encore en Italie. Il confia sa province à un préteur, et sa flotte à Marcus Valerius Messalla, et rentra à Rome, où il raconta ses exploits devant le Sénat.
Marcus Valerius Messalla, qui pillait les côtes africaines, apprit au consul et au Sénat que les Carthaginois préparaient une nouvelle offensive sur l'Italie et la Sicile. Le Sénat souhaitait donc que le consul retournât dans sa province et qu'il nommat un dictateur pour présider les élections. Il choisit Marcus Valerius Messalla, mais comme il était hors d'Italie, le Sénat refusa. Les sénateurs voulurent forcer le consul de nommer le dictateur choisi par le peuple, mais il retourna en Sicile sans attendre, et ce fut son collègue qui nomma dictateur, selon le souhait du peuple, Quintus Fulvius Flaccus, qui menait le siège de Capoue, et Publius Licinius Crassus Dives fut nommé maître de cavalerie selon le même plébiscite.

## SonproconsulatenSicile(209à207)
En 209 av. J.-C., il reçut le commandement des survivants de la bataille de Cannes et eut pour ordre de continuer le pillage des côtes de l'Afrique. Il renforça son armée grâce aux déserteurs numides et à l'enrôlement de Siciliens. Il divisa ses troupes en deux armées, un propréteur commandait la partie orientale de l'île, et le proconsul la partie occidentale, et fit de même de sa flotte de 70 navires. Il parcourait lui-même l'île de long en large, avec la cavalerie de Muttinès, voyant les cultures suivre leur cours, et permit ainsi d'avoir des récoltes très importantes, suffisant à Rome et à sa province.
En 208 av. J.-C., son proconsulat fut prorogé une nouvelle fois, il reçut de nouveaux navires, avec pour ordre de piller les rivages africains. Marcus Valerius, avec une flotte de cent navires, passa en Afrique et ne rencontra sur terre aucune résistance. Il vainquit une flotte de 83 navires, et revint à Lilybée avec un butin important.
En 207 av. J.-C., à l'été, la flotte qu'il commandait passa en Afrique et dévasta une grande partie du littoral carthaginois, près d'Utique et de Carthage même, pillant les terres jusqu'aux portes de ces villes. Une flotte punique lui fit alors face, et il la vainquit, prenant 17 navires, en coulant 4 autres, dispersant et mettant en fuite le reste de la flotte ennemie. Il rentra en Sicile avec un énorme butin.
Il reçut l'ordre à Rome avec une grande partie de sa flotte et de son armée en 206 av. J.-C.. Il conduisit ses troupes à Arretium pour lutter contre Magon Barca, un des généraux carthaginois présents en Italie.

## SonambassadeenAsie(204)
La République romaine n'avait pas d'alliés en Asie, mais la guerre contre Philippe V de Macédoine, commune avec d'autres peuples grecs, avait créé des amitiés, les ennemis des ennemis de Rome étaient des amis, et on décida d'envoyer une ambassade au roi Attale Ier de Pergame.
Marcus Valerius Laevinus, consul par deux fois et qui avait été chargé de la guerre contre Philippe, Marcus Caecilius Metellus, ancien préteur, Servius Sulpicius Galba, ancien édile, Cneius Tremellius Flaccus et Marcus Valerius Falto, deux anciens questeurs, furent choisis pour composer cette ambassade.
Ils s'arrêtèrent en chemin consulter l'oracle de Delphes, dont la réponse fut qu'ils obtiendraient ce qu'ils voulaient et qu'ils devaient transporter à Rome la déesse, et que le meilleur des Romains devait lui donner hospitalité.
Ils furent accueillis ensuite par le roi à Pergame, qui les emmena à Pessinonte en Phrygie, et il leur remit la pierre sacrée dont les habitants disaient qu'elle était la "Mère des Dieux", Magna Mater. Marcus Valerius Falto revint à Rome annoncer la venue de la déesse et qu'il fallait chercher le meilleur homme de la cité. Ce fut Publius Cornelius Scipio Nasica qui reçut l'honneur d'accueillir la déesse à Ostie.

## Quelques propositions auSénat(204à203)
De retour, il présenta une motion aux Sénat, pour rembourser les sommes dues aux sénateurs, aux chevaliers et au peuple romain, qui avaient tous contribuer à remplir le trésor public au moment le plus fort de la guerre, durant son second consulat. Le Sénat approuva cette motion.
Une délégation carthaginoise arriva à Rome, et plaida qu'Hannibal avait déclaré la guerre à Rome en son nom propre, sans l'accord du sénat et du peuple carthaginois, et demanda que la vieille alliance entre Rome et Carthage fut maintenue.
Marcus Valerius Laevinus voyait ces hommes comme des espions et non des députés, et proposa qu'on escortat les ambassadeurs dans leur pays et qu'on ordonnat à Scipion l'Africain de continuer la guerre. Le Sénat adopta sa proposition.

## Sa secondeproprétureenMacédoine(201à200)
Dès la paix signée avec Carthage, qui mettait fin à la deuxième guerre punique, après la bataille de Zama, remportée par Scipion l'Africain, on décida de porter la guerre en Macédoine pour aider les alliés de Rome. Marcus Valerius Laevinus reçut le titre de propréteur, et passa en Macédoine avec 38 vaisseaux.
Le Sénat vota la guerre contre Philippe V de Macédoine au printemps de l'année 200 et apprit que ce dernier menaçait Athènes. Le peuple romain rejeta la déclaration de guerre fin mars, et la vota finalement quatre mois plus tard, convaincu par les consuls que Philippe V de Macédoine était en guerre contre Rome, donc Rome devait entrer en guerre contre lui.

## Sa mort (200)
Il mourut en 200 av. J.-C. et ses fils organisèrent des jeux funèbres qui durèrent quatre jours, avec des combats de gladiateurs.

## Sources